# آن ماكغفرن
آن ماكغفرن (بالإنجليزية: Ann McGovern)‏ (25 مايو 1930، نيويورك في الولايات المتحدة - 8 أغسطس 2015، نيويورك في الولايات المتحدة)؛ كاتبة للأطفال، كاتِبة وروائية أمريكية.